# Charès (général)
Pour les articles homonymes, voir Charès.
Sauf précision contraire, les dates de cet article sont sous-entendues « avant l'ère commune » (AEC), c'est-à-dire « avant Jésus-Christ ».
Charès est un général athénien du IVe siècle av. J.-C. Il dirige les troupes athéniennes lors de la Guerre sociale, qu'Athènes mène contre ses alliés révoltés contre les impôts  entre 357-355. Il soutient ensuite le satrape Artabaze qui, en 356, s'était révolté contre Artaxerxès III. Il retourne à Athènes vers 345 après le retour en grâce d'Artabaze et combat alors Philippe II de Macédoine. Battu à Chéronée dans une bataille décisive pour l'avenir de la Grèce, il passe au service du roi des Perses Darius III. Réputé pour son courage et sa bravoure, il l'était aussi pour sa rapacité et sa cupidité. On ignore la date exacte de sa mort, mais probablement avant 324.